# 王永志
王永志（1932年11月17日—2024年6月11日），辽宁昌图人，中国工程院院士，中国航天技术专家，中国载人航天工程的开创者和学术技术带头人。他在中国战略火箭、地地战术火箭以及运载火箭的研制工作中做出了突出贡献，特别是在载人航天工程中做出了重大贡献（神舟五号载人飞船首次载人航天飞行）。
他曾担任中国载人航天工程高级顾问，清华大学航天航空学院院长，中国运载火箭技术研究院院长，航空航天部工业部科技委副主任暨运载火箭系列总设计师、地地导弹系列总设计师，中国载人航天工程总设计师和第十一届全国政协委员等职。

## 生平
王永志年少时就读于沈阳市东北实验学校（今辽宁省实验中学）。1952年考入清华大学航空系，（后并入北京航空航天大学）1961年毕业于莫斯科航空学院导弹设计专业。毕业后参与中国第一种自行设计的火箭设计和研制工作。曾担任东风五号导弹副总设计师。
1992年11月至2007年担任中国载人航天工程总设计师。
2008年，当选第十一届全国政协委员，代表科学技术界，分入第二十九组。
2004年至2018年6月，担任清华大学航天航空学院院长，2018年6月后任航空学院名誉院长。
2024年6月11日14时51分，王永志在北京逝世，享年91岁。 6月17日上午9时，王永志遗体告别仪式在北京八宝山殡仪馆举行。

## 勋奖

### 奖项
- 1978年获得全国科学大会奖。
- 1985年获得国家科学技术进步奖特等奖
- 1997年获得国家科学技术进步奖一等奖两项
- 2003年获得中华人民共和国国家最高科学技术奖。

### 荣誉
- 1992年当选国际宇航科学院院士、俄罗斯宇航科学院外籍院士。
- 1994年5月当选中国工程院首批院士。
- 2005年被中央军委授予“载人航天功勋科学家”荣誉称号。
- 2005年3月3日，中央军委颁发解放军一级英模奖章。
- 2010年5月4日国际永久编号第46669号小行星命名为“王永志星”。
- 最美奋斗者（2019年9月授予）
- 共和国勋章（2024年9月29日追授[8]）